# Saltatricula
Saltatricula es un género de aves paseriformes de la familia Thraupidae. Sus dos especies habitan en bosques y matorrales semiáridos así como en sabanas arboladas en el centro y centro-sur de Sudamérica y son denominadas comúnmente pepiteros o manchaditos.

## Taxonomía

### Descripción original
Este género fue descrito originalmente en el año 1861 por el naturalista, paleontólogo y zoólogo alemán —nacionalizado argentino— Carlos Germán Burmeister, para incluir en él a su especie tipo: Saltator multicolor (Saltatricula multicolor), la cual había descrita el propio Burmeister hacía pocos meses.

### Etimología
Etimológicamente el término Saltatricula viene del diminutivo de la palabra en latín: saltatrix, que significa ‘saltadora’.

### Historia taxonómica y relaciones filogenéticas
Saltatricula fue tradicionalmente tratado como un género monotípico (el correspondiente a S. multicolor), hasta que en los años 2010, publicaciones de filogenias completas de grandes conjuntos de especies de la familia Thraupidae basadas en muestreos genéticos, que incluyeron varios marcadores mitocondriales y nucleares, permitieron comprobar que esa especie era la especie hermana de Saltator atricollis, por lo que en un primer momento se propuso transferir Saltatricula multicolor a Saltator (fusionando así a ambos géneros), pero el clado compuesto por estas dos especies es suficientemente divergente de Saltator sensu stricto, como demostrado por Chaves et al. (2013), por lo que finalmente se prefirió retener y ampliar el género Saltatricula sumándole una especie (Saltatricula atricollis), concluyendo de esta forma con su monotipia. En la Propuesta N° 730 Parte 3 al Comité de Clasificación de Sudamérica (SACC) se rechazó la fusión de los géneros y se aprobó la retención del presente género y la inclusión de S. atricollis. Sin embargo, las clasificaciones Aves del Mundo y Birdlife International, siguiendo a Burns et al. (2016) prefieren el género Saltator ampliado.

## Especies
Según las clasificaciones del Congreso Ornitológico Internacional (IOC) y Clements Checklist v.2019, el género agrupa a las siguientes especies con el respectivo nombre popular de acuerdo con la Sociedad Española de Ornitología (SEO):
| Imagen | Nombre científico       | Autor              | Nombre común        | Estado de conservación |
| ------ | ----------------------- | ------------------ | ------------------- | ---------------------- |
|        | Saltatricula multicolor | (Burmeister, 1860) | pepitero chico      | LC                     |
|        | Saltatricula atricollis | (Vieillot, 1817)   | pepitero gorginegro | LC                     |

## Características
Saltatricula incluye aves de color mayormente pardusco, con partes dorsales pardas y ventrales canela más o menos claro (la que puede presentar un área central blanca); exhiben un área negra que cubre la cara y garganta (que puede incluir también ceja y babero blanco), detrás, en el cuello medio, muestran un área gris. El pico es fuerte, tiene el culmen negro y el resto es naranja o amarillo anaranjado.   

## Distribución y hábitat
Las especies de Saltatricula se distribuyen en el centro de Brasil, este de Bolivia, Paraguay, el oeste de Uruguay y el norte y centro de la Argentina. Habitan en arbustales semiáridos, bosques semixerófilos de tipo chaqueño, sabanas arboladas del cerrado, etc.